# Pambolus hemitaeniatus
Pambolus hemitaeniatus är en stekelart som beskrevs av Van Achterberg 2003. Pambolus hemitaeniatus ingår i släktet Pambolus och familjen bracksteklar. Inga underarter finns listade i Catalogue of Life.